# 伊普皮亚拉 (神秘动物)

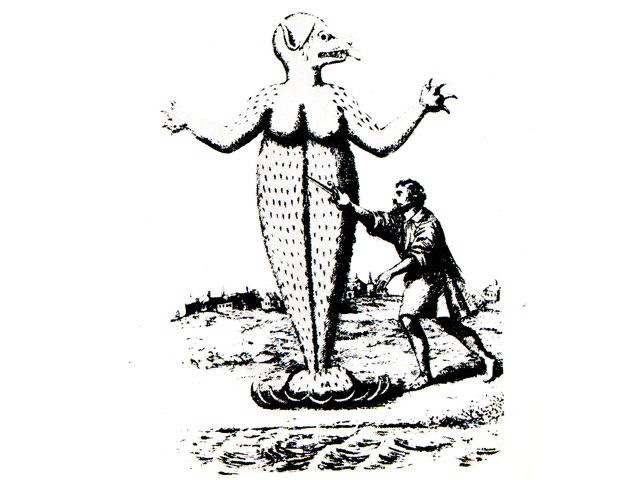
冈达沃1576年的书中所绘的伊普皮亚拉

伊普皮亚拉（葡萄牙语：或）是巴西传说中的海怪。在瓜拉尼语中，“伊普皮亚拉”意为“水妖”。

## 名称
这种生物除Ipupiara、Hipupiara外还有多种称谓，其中包括：Iara（雌性）、Igpupiara、Oyara、Uiara等。

## 概述
据说，在16世纪，它曾出现在圣维森特市。关于这种生物的传说在瓜拉尼族(Guaraní)印第安人当中广为流传。据史料记载，这种生物首次出现于1564年，当年被杀死在圣维森特海岸。

## 记载
葡萄牙历史学家佩罗·德·麦哲伦·冈达沃在《圣克鲁斯省的历史》(História da Provincia de Santa Cruz,1575年)一书中记载了巴尔塔扎尔·费雷拉(Baltazar Ferreira)攻击伊普皮亚拉的故事。
耶稣会士费尔南·卡丹(Fernão Cardim）也写到过，这些动物很高，十分令人厌恶。它们抱紧并亲触人，使人窒息而死，并把死者的眼睛、鼻子、手指和脚趾以及性器官吃掉。据说，此生物的雌性有非常漂亮的长头发。
让·德·莱里(Jean de Léry)在他的《巴西旅行记》(Histoire d'un voyage faict en la terre du Brésil)一书中，他记叙了一个类似的事件，他于16世纪听说自住在瓜纳巴拉湾(Baía de Guanabara)的图皮南巴族印第安人：“......我不想遗漏掉他们之中的某人告诉我的一个关于捕鱼事件的经历。他对我说，有一次，他和其他人坐在一条独木舟中，当时宽阔的大海上风平浪静。突然间，过来了一条大鱼，用爪子抓住了舟。这个怪物企图将独木舟掀翻或者爬上独木舟。他拿起一把钐刀把那只手砍掉了。那只手落到独木舟里才看清它有五个指头，像是一只人手。那个怪物极度痛苦，从水里伸出人形的头来，轻叫了一声......”

## 历史
据传说，在1564年圣维森特市的某个夜晚(当时位于一个大岛屿)，一个名叫伊蕾茜(Irecê)的漂亮的印第安奴隶女孩，要去和她的男友约会。他的男友名叫安迪拉(Andirá)，坐独木舟从大陆来到这里。途中她遇到了一个巨大的海洋动物，高约3米，大脑袋，有髭毛，长臂，尖牙，脚像鸭蹼一样。当时她被吓坏了，看到他男友海上的独木舟空空如也。后来据说，安迪拉掉入了海中没能被救出。这个生物一开始被描述为“库鲁皮拉”(Curupira)，为救伊蕾茜，巴尔塔扎尔·费雷拉把这个生物杀死了。

## 解释
有历史学家称，所谓的“伊普皮亚拉”不过是只海狮罢了，它消失在来自南方水域的冬季寒流中，最终抵达巴西海岸。

## 影响
发现怪兽的地区被命名为“伊普皮亚拉”，在圣维森特市亦建有伊普皮亚拉公园，以纪念在那个殖民化刚开始的年代所发生的历史。